# إليزي فيرغسون
إليزي فيرغسون (بالإنجليزية: Elsie Ferguson) (و. 1883 – 1961 م) هي ممثلة أفلام، وممثلة مسرحية أمريكية، ولدت في نيويورك، توفيت في نيو لندن، عن عمر يناهز 78 عاماً.

## وصلات خارجية
- إليزي فيرغسون على موقع IMDb (الإنجليزية)
- إليزي فيرغسون على موقع أول موفي (الإنجليزية)
- إليزي فيرغسون على موقع قاعدة بيانات برودواي على الإنترنت (الإنجليزية)
- إليزي فيرغسون على موقع قاعدة بيانات الأفلام السويدية (السويدية)
- إليزي فيرغسون على موقع قاعدة بيانات الفيلم (الإنجليزية)